# Epilobium ponticum
Epilobium ponticum är en dunörtsväxtart som beskrevs av Heinrich Carl Haussknecht. Epilobium ponticum ingår i släktet dunörter, och familjen dunörtsväxter. Inga underarter finns listade i Catalogue of Life.